# ごっちゃんです!!
『ごっちゃんです!!』は、つの丸による日本の漫画作品。『週刊少年ジャンプ』で2003年29号から2004年16号まで連載されていた。単行本全5巻。主人公の後藤秀輝は、競馬好きで作者のつの丸が日本中央競馬会騎手の後藤浩輝から名前をつけたとされる。

## あらすじ
高田川高校相撲部は、部員不足で存続の危機に陥っていた。ライバル甲山工業高校相撲部に関脇二世が入ってくると聞いた2年生の塊弘美は、後輩部員ふたりに「大関の息子を連れて来い」と無茶を命じる。やがて連れてこられた新入生はちょんまげを結った謎の風格があり、先輩たちも彼が「大関二世」と思い込む。

## 登場人物

### 高田川高校
ごっちゃん（後藤秀輝）
本作の主人公。勘違いと偶然が重なり「大関の息子」と思われて相撲部に入部することとなるが、実際は相撲経験は皆無である。1年C組。酒屋の息子で、店の手伝いをしていた経験から吊りの力は非常に強い（100キロ以上の巨体も持ち上げられる）が、他の力は「小動物並み」と例えられるほど貧弱。「ごっちゃんです！」が口癖だが、基本的にセリフが少ない。非力さと裏腹に性格はかなりの負けず嫌いで何故か自信家だが、一方で努力が嫌いでいい加減な面もある。最終回ではプロの力士となり、大関の一歩手前までになっていた。
泉純太
アキラと一緒にいる相撲部員。2年生。塊に太っているからと無理やり入部させられた。気弱で緊張しやすく、いつもどうしたら勝てるかではなく、どうしたら怒られないように上手く負けられるかばかり考えているため、非常に消極的な相撲しか取らず、部員の中で一番弱い。しかし、高校トップクラスの実力を持つ先輩達との練習や、牛とのムチャな特訓などで肉体的には非常に強くなり、インターハイ予選の団体決勝戦で初勝利。そのことで自信をつけたのか最終回では横綱にまでなっていることが判明した。
植田アキラ
純太と一緒にいる相撲部員。元は野球部員。2年生。割と器用な戦い方をするが、強豪校の部員には及ばない中の下程度の実力。劇中では語り部的な役柄。純太とともに勘違いからごっちゃんを相撲部に引き込んだ張本人で、ごっちゃんの正体が槐にばれないようにするために必死に奔走する。相撲に関しては最初は嫌々始めたが、試合や特訓の中で次第に面白さに目覚めていき精神的にも成長した。
槐弘美
相撲部員。愛称はカチ。2年生（北嶋や伊藤と入学年度は同じだが、留年しているため）。
凶暴かつバカ。ごっちゃんを大関二世と信じて疑わない。元々は「神童」と呼ばれたほどの相撲の天才児であった。心技体のうち、技体は満点だがすぐにカッとなる性格が災いして、全国クラスの実力ながら上位ではなかなか成績を残せずにいる。授業中は常に寝ており、たまに起きると「みんなの迷惑になるから」と先生に怒られる。
インターハイ予選での度重なる負け試合から己を反省し、挑発にも動じないようになり、ランディーからは「欠けていた「心」も手に入れた」と評された。本来は先述のとおり技術も非常に高かったが、パワーだけで勝てる試合ばかりであったことから慢心してしまっていた。そのため北嶋たちも本当の実力は知らなかった。最終回のラストシーンでは本当の相撲取りになったごっちゃんの応援に駆けつけている。
北嶋健二
相撲部主将。3年生。愛称はキタジ。圧倒的なパワーで攻め込む押し相撲を得意とし、「鉄人」の異名で強豪校からも一目置かれている。真面目で冷静な性格だが、一方でごっちゃんが実際には弱いことが分かっても柔軟に対応したり、先鋒と次鋒に自身と槐の二強を配置する大胆な作戦を取り「勝利を目指すことは逃げとは言わねえよ」と語るなど、相撲部の中では一番大人。
伊藤秀郎
相撲部員。3年生。くどい顔は外国人並。軽量級だが職人と称されるテクニシャンでありなかなかの実力の持ち主だが、作中前半に純太のせいで鼻を負傷してしまい、その純太に枠を譲ることになる。それでもプロテクターをつけて稽古場に立つなど、相撲を愛する大らかな性格。

### 甲山工業高校
川島達也
甲山工業の相撲部員。1年生。元関脇の息子で実力は相当のものである。ごっちゃんの正体を察しつつも「相撲を馬鹿にしている」と全力で潰そうとしたが、奇策もあり敗北。それ以来ごっちゃんを本気でライバル視するようになり特訓を重ね、更に実力を向上させた。最終回ではプロの力士となり、ごっちゃんと対戦している。
安達
甲山工業高校1年。実力は全国クラスだが性格は非常に悪く、年上を全く敬わない。インターハイ予選の決勝戦で純太に事故とはいえ顔面に思い切り頭突きを食らってしまい、危険だと判断され棄権させられる。その際には流血と骨折を負いながらも続行を叫び、アキラも驚くほどの負けず嫌いさを見せた。
吉原
甲山工業高校3年。杉山に次ぐ甲山工業高校のNo.2。口が悪く槐とは土俵外でも喧嘩をするが、同時に砕けて馴染みやすい性格であるため、他校との試合で高田川高校の部員から声援が送られたりする。
杉山
甲山工業高校3年。甲山工業高校相撲部主将。通称サンダー。北島とはライバル関係で、３年生最後に彼と勝負することにこだわっている。

### その他
ランディー
元高田川高校相撲部OB。本名は蘭堂ヨシヲ。
高校1年時に団体戦で全国優勝に導き、高校生にして全日本アマでもベスト8、と実力は超一流。インターハイ地区予選決勝前では、ごっちゃんに重要なアドバイスを送り優勝させた。男好きであるため、北嶋やカチからは（色々な意味で）恐れられている。
ジジイ
秘密特訓中のアキラやごっちゃんの元に現れた酔っ払いの老人。相撲を数十年見続けたというだけあり、一目でごっちゃんの吊りの力を見抜いた。なお実際は窃盗を繰り返す犯罪者であり、アキラ達を騙し窃盗の片棒を担ぐようなことをさせたが、3人は特訓だと思い込み結果としてはごっちゃんや純太が大きく実力を上げることになった。最終的にアキラ達が知らないところで逮捕されている。